# Patrick Faber
Patrick Franciscus Maria Faber ('s-Hertogenbosch, 7 mei 1964) is een voormalig Nederlands hockeyspeler.
Faber speelde in clubverband voor de Amsterdamsche Hockey & Bandy Club. Tussen 1986 en 1988 speelde hij 27 wedstrijden voor het Nederlands team waarin hij vijf keer scoorde. Tegenwoordig is hij werkzaam bij Sportmarketing bureau PRO SPORT in Hilversum.

## Erelijst
- 1986 Champions Trophy, 6e plaats
- 1987 Champions Trophy,
- 1987 Europees kampioenschap,
- 1988 Olympische Spelen,

Marc Benninga · 
Floris Jan Bovelander · 
Jacques Brinkman · 
Maurits Crucq · 
Marc Delissen · 
Cees Jan Diepeveen · 
Patrick Faber · 
Taco van den Honert · 
Ronald Jansen · 
René Klaassen · 
Hendrik Jan Kooijman · 
Jan Hidde Kruize · 
Frank Leistra · 
Erik Parlevliet · 
Gert Jan Schlatmann · 
Tim Steens ·
Coach: Hans Jorritsma